# Aspidiella panici
Aspidiella panici är en insektsart som först beskrevs av Rutherford 1915.  Aspidiella panici ingår i släktet Aspidiella och familjen pansarsköldlöss.
Artens utbredningsområde är Sri Lanka. Inga underarter finns listade i Catalogue of Life.